# 前630年
| 千纪： | 前1千纪 |
| 世纪： | 前8世纪 \| 前7世纪 \| 前6世纪 |
| 年代： | 前660年代 \| 前650年代 \| 前640年代 \| 前630年代 \| 前620年代 \| 前610年代 \| 前600年代                                                                                             |
| 年份： | 前635年 \| 前634年 \| 前633年 \| 前632年 \| 前631年 \| 前630年 \| 前629年 \| 前628年 \| 前627年 \| 前626年 \| 前625年                                                               |
| 纪年： | 周襄王二十二年 魯僖公三十年 齊昭公三年 晉文公七年 秦穆公三十年 宋成公七年 楚成王四十二年 衛成公五年 陳共公二年 蔡庄侯十六年 曹共公二十三年 郑文公四十三年 燕襄公二十八年 杞桓公七年 |

## 大事记
- 晉國與秦國聯手攻打鄭國，鄭大夫燭之武說服秦穆公，於是秦國不再攻打鄭國，還派兵協防，最後晉國只好也退兵，史稱「燭之武退秦師」。
- 晉文公要毒殺衛成公，甯武子買通醫師，得免。在魯僖公的斡旋下，周襄王和晉文公釋放了衛成公。
- 介國發兵攻打蕭國。
- 迦勒底領袖那波帕拉薩爾乘亞述帝國內亂之機發動起義。
- 北非的希臘殖民地昔蘭尼建國。